# Havaika mananensis
Havaika mananensis är en spindelart som beskrevs av Prószynski 2007. Havaika mananensis ingår i släktet Havaika och familjen hoppspindlar. Inga underarter finns listade i Catalogue of Life.